# Karl Wolf (Maler)
Karl Wolf (* 1901 in München; † 1993) war ein deutscher Maler. Schwerpunkt seiner künstlerischen Tätigkeit war die Darstellung von Tieren und Blumen.

## Biographie
Wolf wuchs in der Münchner Adalbertstraße auf. Nach dem Abitur suchte Wolf einen Beruf. Er selbst strebte zur Malerei; frühe, aber künstlerisch fertige und typische Landschaften des „Burglauer Zyklus“ sind auf 1924 datiert, aber sein Vater wollte ihn lieber in einem soliden Beruf sehen und setzte durch, dass Wolf das Studium der Land- und Forstwirtschaft in Weihenstephan aufnahm. Doch er war den körperlichen Anstrengungen dieses Berufs nicht gewachsen und schließlich ließ sich der Vater umstimmen. Anfang 1926 bewarb sich Wolf an der Akademie der Schönen Künste in München und wurde in die Malklasse von Franz von Stuck aufgenommen. 1928 starb Stuck, somit war Wolf einer der letzten Schüler dieses Künstlers.
Die Stadt München bot an, sich für ihn an der Akademie einzusetzen, damit er eine eigene Professur erhalte. Wolf lehnte dies ab und nahm ein Studium des Zeichenunterrichts bei dem Porträtisten Ludwig Angerer auf, der für ihn auch zu einem Freund wurde. Während ihrer lebenslangen Freundschaft entstand auch das Porträt, das Ludwig Angerer von Karl Wolf angefertigt hat. 

### Ausstellungen 1929 bis 1942
- 1929: 
  - Düren
  - Düsseldorf
  - Coburg
  - Eisenach
- 1930: 
  - München (Künstlervereinigung Luitpold-Gruppe im Kunstverein)
  - Zwickau
  - Mühlhausen
  - Hof
  - München (Staatliche Graphische Sammlung)
  - München (Galerie Heinemann)
  - Augsburg
- 1931: 
  - München (Galerie Heinemann)
  - Eisenach
- München (Münchner Secession im Glaspalast München)
- 1932
  - Bautzen
  - Dresden
  - Augsburg
  - Stuttgart
  - Ulm
  - Zwickau
  - Chemnitz
- 1933: 
  - München (Neue Kunstausstellung im Alten Museum)
  - Erlangen
  - Düsseldorf
  - Köthen (Dürerbund).
- 1934 
  - München (Große Kunstausstellung)
  - München (Kunsthaus Hirrlinger)
  - Eisenach
  - Bautzen (Sonderausstellung)
- 1935: 
  - Leipzig
  - Karlsruhe
  - Eisenach
- 1936:
  - Ulm
- 1937:
  - Heilbronn
- 1938:
  - Bamberg
  - Karlsruhe
- 1939: 
  - Bremerhaven
  - Gießen
  - Düsseldorf
- 1940: 
  - München (Maximilianstraße)
- 1942: 
  - München (Kunstverein)
  - Brandenburg

In dieser Zeit, als Monströses honoriert wurde, bevorzugte Wolf das kleine Format, als die Parole völkisch und heroisch hieß, zeigten Wolfs Bilder der ländlichen Arbeitswelt deren Armseligkeit und Mühsal. Wolfs Tiere waren nicht stolz und mächtig, wie es die jagdfreudigen NS-Größen gerne hatten, sondern schlicht und natürlich. Er reduziert seine Außenkontakte auf wenige zuverlässige Freunde. Eine eingeschränkte Ausstellungstätigkeit ist ihm weiterhin möglich. 1940 und 1942 beteiligt er sich auch an der Ausschreibung des Lenbachpreises.  Wolf führte als ein geduldeter freischaffender Künstler ein Leben im Schatten.
1942 lernte Wolf seine spätere Frau Walburga kennen, die er 1943 heiratete. Das junge Paar wohnt bei den Schwiegereltern in Obermenzing, 1944 wird der Sohn Ingo geboren und in Münchens Blutenburg-Kapelle getauft. 1942/43 erhielt Wolf den Auftrag, die Gräfin Arco-Zinneberg zu porträtieren, 1944 auch deren Sohn. Dazwischen gewinnt er den Lenbachpreis mit dem Porträt „Maria Adelmüller“, das die Stadt München ankauft. Von dem Ensemble Blutenburg, Pippinger Kirche und Würm fertigt Karl Wolf in diesen kurzen Jahren mehrere Tuschezeichnungen an. 1944 wird die Familie ausgebombt und auf Bauernhöfe im Chiemgau evakuiert.

## Nachkriegszeit
Wolfs Familie wird auf zwei Höfe verteilt und ein Platz für die Malarbeit findet sich nur in einem weiteren Hof, der ein gutes Stück entfernt liegt. In der Zeit von 1944 bis 1953, die die Familie in der Umgebung von Trostberg verbringt, entstehen eindrucksvolle Aquarelle des Chiemgauer Bauernlandes, oft mit dem Blick auf die Ketten der Bayerischen Berge.
Auch nach der Rückkehr nach München, wo die Familie 1953 in Sendling eine Wohnung findet, lassen die räumlichen Verhältnisse kein Atelier in der Wohnung zu. Wolf behilft sich mit einem Raum der elterlichen Wohnung in der Amalienstraße. Dorthin zieht er 1960 mit seiner Familie und lebte daselbst bis zu seinem Tode.
In dieser Zeit ist Wolf vor allem in der Freskomalerei tätig und erhält auch Aufträge für Glasfenster. Weiterhin übernimmt er die künstlerische Veredelung von Alltagsgegenständen wie Stoffe, Porzellan, Möbel, besonders Schränke und Truhen. Hierbei beweist Wolf seine Kunstfertigkeit auf ganz neuen Feldern. Fresken aus seiner Hand zieren heute mehrere Häuser im Allgäu. Dem Münchner Tierschutzverein spendet er ein großes Wandgemälde, wofür ihm 1957 die Stadt ihre goldene Ehrennadel zuerkennt. Mitte der 60er Jahre stattet er zwei Kirchen mit Kreuzwegstationen aus, die St. Joseph in Selb/Plötzberg und St. Nikola in Landshut; in der Erlöserkirche in Landshut gestaltet er einen Totentanz.
1967 wendet sich Karl Wolf mit großer Intensität dem Hauptthema seines Künstlerlebens zu, der malerischen Erfassung von Tieren und Blumen. Sein Ziel ist, das Schwebende, das Nichtselbstverständliche der belebten Natur in möglichst einfacher Bildsprache darzustellen und dem Betrachter zugänglich zu machen. Seine Mittel verändert er. Die Aquarelle in ihrer abgestuften Tönung werden noch heller, vor allem aber entwickelt er seine Pastelltechnik weiter. In den Blumen, Pferden, Vögeln seiner letzten Schaffensperiode erreicht er die Vollendung seines künstlerischen Werkes. Wolf gestaltet keine Ausstellungen mehr und zeigt seine Werke fast nur noch im Familien- und Freundeskreis. Lediglich das Kunsthaus Bühler in Stuttgart erhält bis 1990 Gemälde von Wolf.